# Fajar Baru (Pagelaran)
Fajar Baru is een bestuurslaag in het regentschap Pringsewu van de provincie Lampung, Indonesië. Fajar Baru telt 1303 inwoners (volkstelling 2010).